# Spazio Ilisso
Spazio Ilisso - Arte Archivi Museo è un centro di promozione e valorizzazione culturale che integra un museo, esposizioni temporanee, archivi digitali ed eventi. 
Situato nel centro storico di Nuoro, l'edificio ospita un piano dedicato alla scultura contemporanea sarda.

## Storia
L’esperienza maturata da Ilisso nella gestione della Galleria comunale d'arte di Cagliari e del TRIBU - Museo Ciusa, spinge la casa editrice nuorese a individuare uno spazio che possa accogliere il proprio progetto culturale e museale.
Lo spazio è localizzato a Nuoro nella Casa Papandrea. 
Il museo viene inaugurato il 14 dicembre 2019 con una mostra su Marianne Sin-Pfältzer.

## Esposizione

### Permanente -Museo della Scultura del Novecento
La collezione permanente è dedicata alla scultura sarda del Novecento e comprende opere di Francesco Ciusa, Maria Lai, Salvatore Fancello, Costantino Nivola, Pinuccio Sciola, Gavino Tilocca, Aligi Sassu, Eugenio Tavolara, Mauro Manca.

### Mostre temporanee
Le mostre temporanee sono curate dalla stessa Ilisso Edizioni.
- Marianne Sin-Pfältzer - Paesaggi umani (2019-2021). Mostra monografica sulla fotografa tedesca Marianne Sin-Pfältzer.
- Osserva le distanze - Esercita il pensiero (2020). Mostra in collaborazione con AIAP.
- Mario Sironi - L'eternità del mito (11 dicembre 2021- 22 maggio 2022). Mostra in collaborazione con Archivio Mario Sironi di Roma.
- Maria Lai. Dall'informale all'opera corale (10 giugno 2022 - 27 novembre 2022)

### Archivio delle Arti Applicate e Fotografia Storica
Spazio Ilisso ospita gli Archividi Arti Applicate Fotografia Storica che raccoglie fotografie, rullini, filmati e documentari sulla Sardegna con contributi, di diversi fotografi della Sardegna come Marianne Sin-Pfältzer, Max Leopold Wagner, Raffaele Ciceri, Antonio Ballero.
È inoltre presente un'esposizione artistica dedicata alle ceramiche e all'arte applicata, con opere sia etnografiche che artistiche, compresi i fratelli Melkiorre Melis, Pino Melis e Federico Melis, Eugenio Tavolara,Ceramiche Artistiche Farci, e altri.